# Centre hospitalier régional de Bondoukou
Centre hospitalier régional (CHR) de Bondoukou est le plus important centre de santé au nord-est de la Côte d'Ivoire dans la région de Gontougo, précisement dans la ville de Bondoukou. Le centre hospitalier régional est un hôpital à vocation régionale disponsant d'une haute spécialisation. Ledit centre de santé es tenu d'assurer les soins courants à la population proche. 

## Historique
Le CHR de Bondoukou réçoit des mains de la direction régionale de la santé et de l’hygiène publique et de la couverture maladie universelle du Gontougo, du matériel biomédical acquis, dans le cadre d’un projet basé sur la performance dénommé Performance-Based Financing (PBF). Ces matériels biomédicaux viennent améliorer la qualité du service du centre hospitalier régional de Bondoukou,. 
A l'instar des résultats obtenus par le CHR de Bondoukou durant les trois trimestres de juillet 2021 à mars 2022, le directeur dudit centre réçoit le 1er février 2023, des équipements médicaux et divers matériels de bureau.

## Description
L'infrastructure hospitalière régionale de Bondoukou dispose d'une technologie de pointe avec une capacité d'accueil estimée à 160 lits d'hospilatisation. 
Le centre hospitalier régional de Bondoukou, pôle d'excellence de santé de la région de Gontougo dispose des services spécialisés comme : la kinésithérapie, la traumatologie, la chirurgie pédiatrique, la médecine générale, la chirurgie, la gynéco obstétrique et la neurologie. Comme services techniques; la pharmacie, du laboratoire, de l’imagerie médicale, du cabinet dentaire.
Le CHR de Bondoukou dans sa mission de centre de santé de référence dans la région de Gontougo, intsalle un incinérateur pour la gestion des déchets médicaux et pharmaceutiques. 

## Distinction
Bahi Adolph Segba, directeur du centre hospitalier régional de Bondoukou, distingué le 07 novembre 2024 pour sa bonne gestion et sa contribution au développement et toutes ses actions dans le domaine sanitaire en Côte d'Ivoire en général et de façon spécifique dans le Gontougo. 